# Port Macquarie

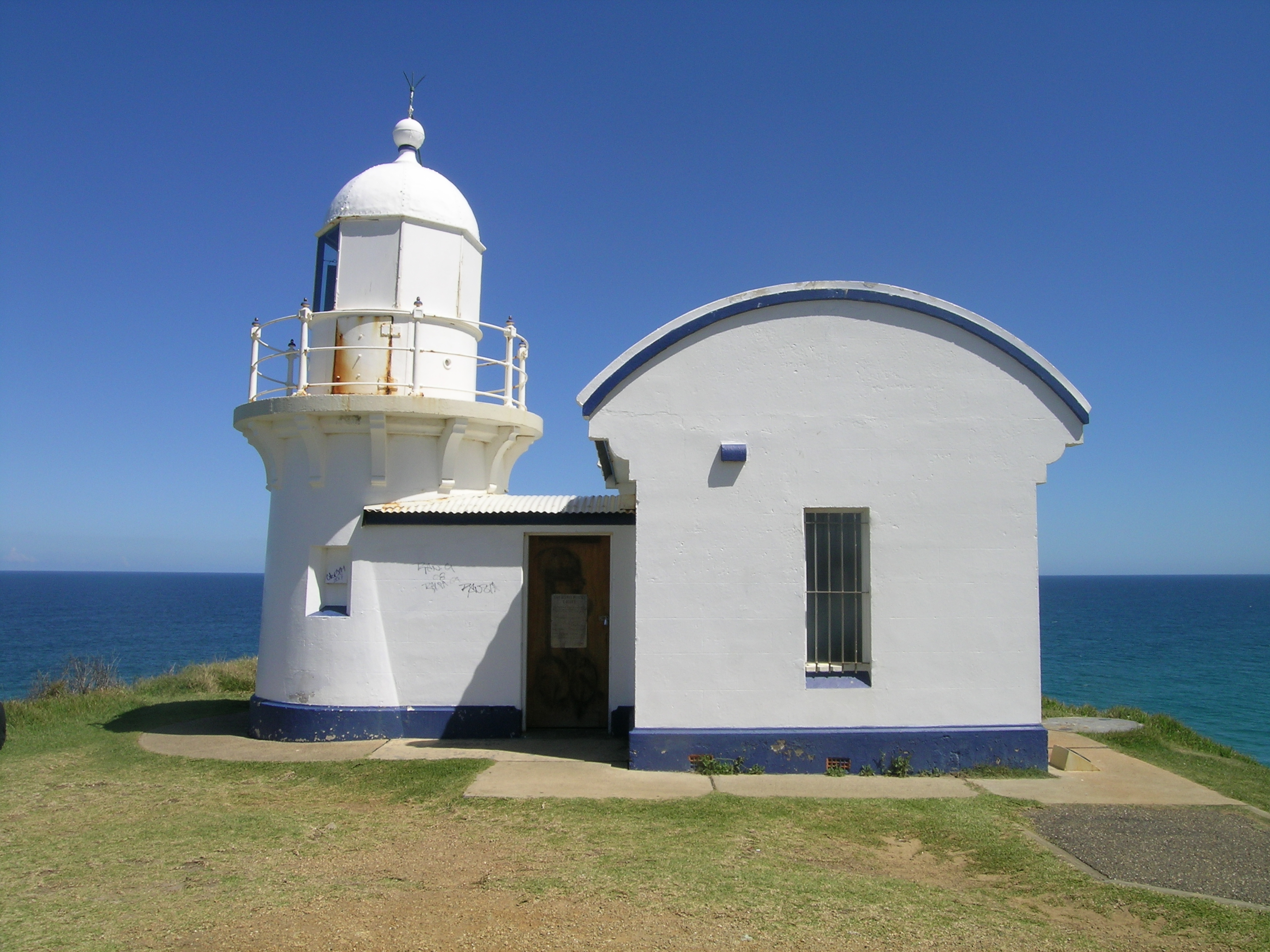
Far Tacking Point, Port Macquarie, NSW

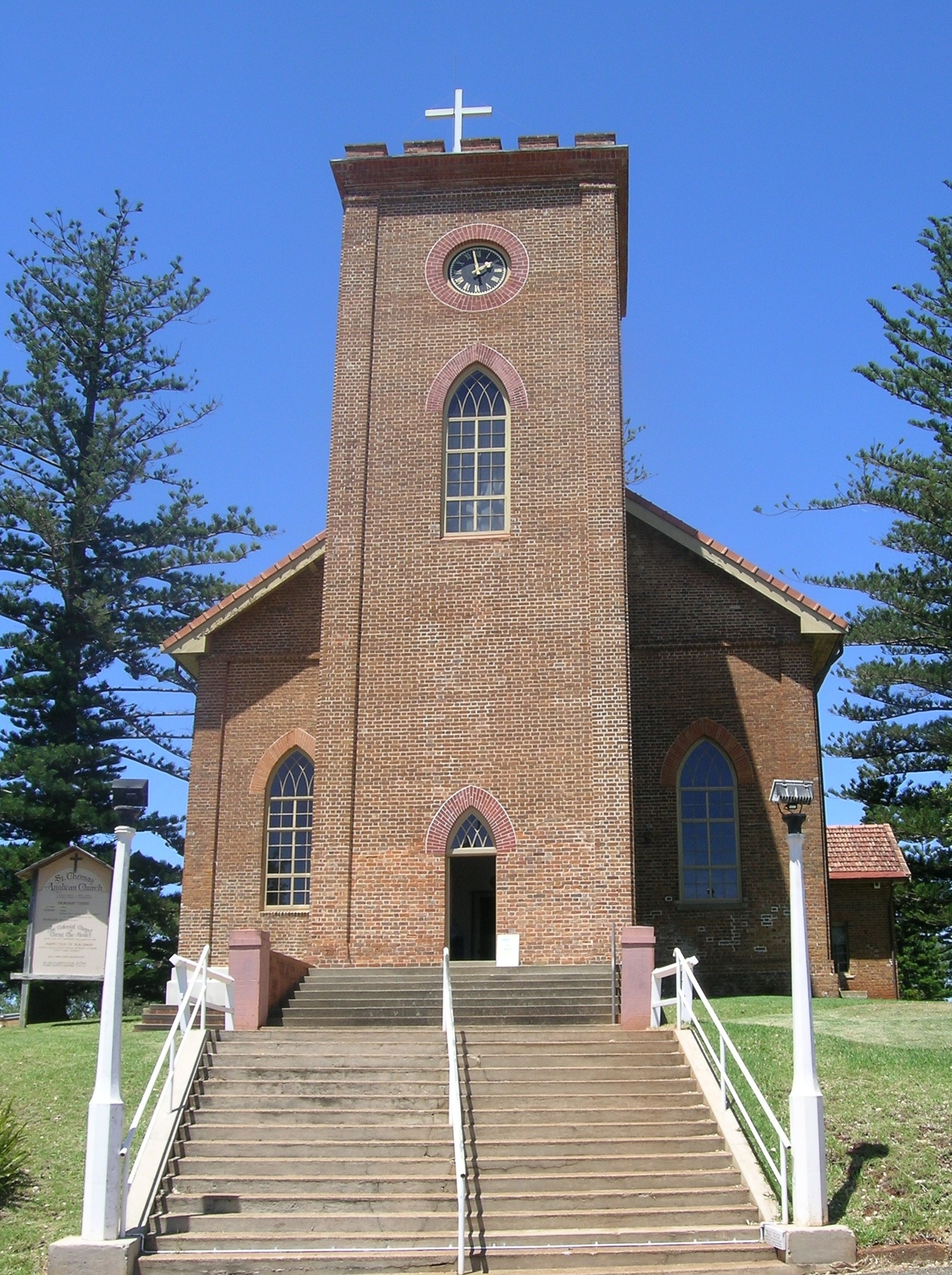
Església anglicana de St Thomas

Port Macquarie és una ciutat de la costa de Nova Gal·les del Sud a Austràlia, està a 390 km al nord de Sydney, ai a 570 km al sud de Brisbane. Està a la desembocadura del riu Hastings,i té una població estimada de 44.313 habitants (2010).

## Història
El lloc on es troba Port Macquarie va ser visitat per primera vegada per europeus el 1818 quan John Oxley arribà a l'oceà Pacífic des de l'interior. Li va donar el nom del governador de Nova Gal·les del Sud Lachlan Macquarie.
El 1821 va ser fundat com una institució penal per convictes de crims d'importància secundària.
.
El 1823 s'hi va conrear canya de sucre per primera vegada a Austràlia, els primers residents no prisoners van arribar el 1830 i cap a 1840 es va tancar la presó en favor de la de Moreton Bay a Brisbane.
Port Macquarie té un clima subtropical humit. La pluviometria mitjana és de 1.336 litres 